# Episodi di Murphy Brown (sesta stagione)
La sesta stagione della serie televisiva Murphy Brown è stata trasmessa in anteprima negli Stati Uniti d'America dalla CBS tra il 20 settembre 1993 e il 16 maggio 1994.
| nº | Titolo originale                  | Titolo italiano | Prima TV USA      | Prima TV Italia |
| -- | --------------------------------- | --------------- | ----------------- | --------------- |
| 1  | The More Things Change            |                 | 20 settembre 1993 |                 |
| 2  | Angst for the Memories            |                 | 27 settembre 1993 |                 |
| 3  | Black and White and Read All Over |                 | 4 ottobre 1993    |                 |
| 4  | Political Correctness             |                 | 11 ottobre 1993   |                 |
| 5  | The Young & the Rest of Us        |                 | 18 ottobre 1993   |                 |
| 6  | Ticket to Writhe                  |                 | 25 ottobre 1993   |                 |
| 7  | I Don't Know You from Madam       |                 | 1º novembre 1993  |                 |
| 8  | All the Life That's Fit to Print  |                 | 8 novembre 1993   |                 |
| 9  | Bah Humboldt                      |                 | 15 novembre 1993  |                 |
| 10 | Reaper Madness                    |                 | 22 novembre 1993  |                 |
| 11 | It's Not Easy Being Brown         |                 | 29 novembre 1993  |                 |
| 12 | To Have and Have Not              |                 | 6 dicembre 1993   |                 |
| 13 | Socks And The Single Woman        |                 | 13 dicembre 1993  |                 |
| 14 | A Piece of the Auction            |                 | 3 gennaio 1994    |                 |
| 15 | The Thrill of the Hunt            |                 | 10 gennaio 1994   |                 |
| 16 | The Deal of the Art               |                 | 17 gennaio 1994   |                 |
| 17 | The Anchorman                     |                 | 24 gennaio 1994   |                 |
| 18 | Fjord Eyes Only                   |                 | 31 gennaio 1994   |                 |
| 19 | Crime Story                       |                 | 28 febbraio 1994  |                 |
| 20 | The Fifth Anchor                  |                 | 7 marzo 1994      |                 |
| 21 | Anything But Cured                |                 | 14 marzo 1994     |                 |
| 22 | The Tip of the Silverberg         |                 | 28 marzo 1994     |                 |
| 23 | It's Just Like Riding a Bike      |                 | 2 maggio 1994     |                 |
| 24 | My Movie with Louis               |                 | 9 maggio 1994     |                 |
| 25 | The More Things Stay the Same     |                 | 16 maggio 1994    |                 |